# Cenizate
Cenizate ist eine Gemeinde der spanischen Provinz Albacete, die zur spanischen Autonome Gemeinschaft von Kastilien-La Mancha (Spanien) gehört. Cenizate liegt 42 km von der Provinzhauptstadt. 2024 hatte die Gemeinde 1.160 Einwohner. Cenizate ist ein Weinbaugebiet.

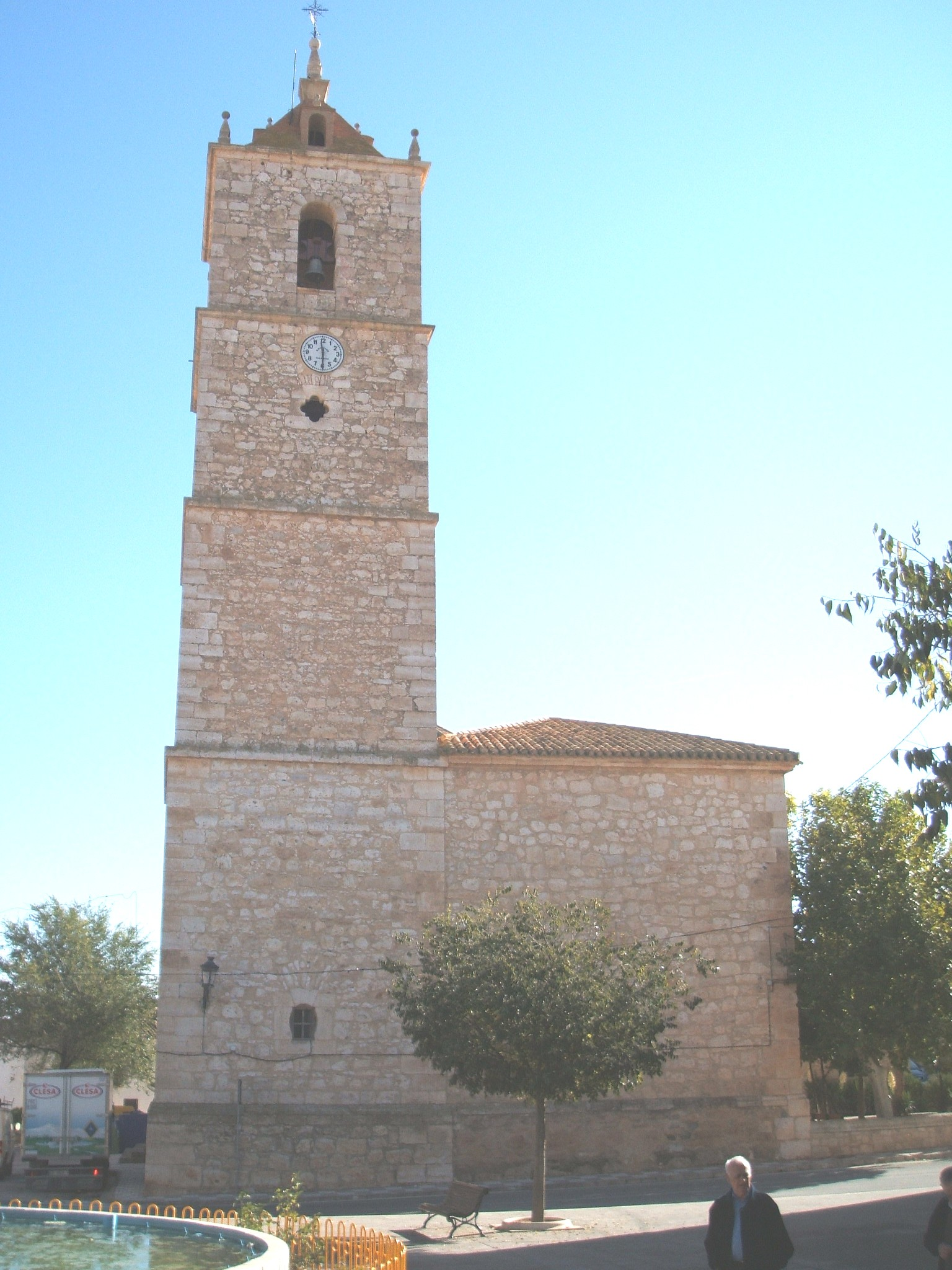
Kirche von Cenizate